# Посольство КНР в России
Посо́льство Кита́йской Наро́дной Респу́блики в Росси́йской Федера́ции (кит. 中华人民共和国驻俄罗斯联邦大使馆) — дипломатическая миссия КНР в России, расположена в Москве в районе Раменки на улице Дружбы, 6.
Посольство КНР в России имеет консульства в Москве (при Посольстве), Иркутске, Екатеринбурге, Казани, Санкт-Петербурге, Владивостоке и Хабаровске.
Посольство посещали Дмитрий Медведев (в 2019 и 2022 гг.), Сергей Лавров.

## Послы
см. Список послов Китая в России
Послом Китайской Народной Республики на данный момент является (с августа 2019 года) Чжан Ханьхуэй.

## Комплекс зданий
Комплекс зданий посольства КНР был построен в 1957—1959 годах. Автор проекта — В. С. Андреев совместно с архитектором К. Д. Кисловой и инженером Л. М. Гохманом. Здания посольства находятся на территории площадью более 10 га. Корпуса расположены симметрично и обращены к зданию МГУ. Согласно первоначальному проекту, в комплекс зданий посольства входили административный корпус, корпус парадных приёмов, клуб, гостиница, детский сад, ясли и другие постройки. Семиэтажный административный корпус имеет длину почти 90 м. В состав комплекса входят также жилые корпуса для сотрудников посольства. Во дворе устроены водоём, беседки, спортивные и детские площадки, а также ландшафтный парк площадью 2,5 га, спроектированный в духе китайской садово-парковой архитектуры. При сооружении комплекса зданий посольства активно применялись индустриальные методы домостроения. Присутствуют мотивы традиционного китайского зодчества, выполненные при участии китайских архитекторов.